# Голяченко Олександр Михайлович
Олекса́ндр Миха́йлович Голяченко (нар. 3 травня 1992, Славів, Черняхівський район, Житомирська область, Україна — 16 червня 2014, Харків, Україна) — український військовослужбовець, десантник, солдат Збройних сил України. Загинув під час російсько-української війни.

## Життєпис
Олександр Голяченко народився у селі Славів на Житомирщині. Батько — водій, мама — доярка, серед трьох дітей Сашко був наймолодшим. Захоплювався спортом, грав у футбол, закінчив Селянщинський спортивний ліцей, відслужив строкову службу у 95-й аеромобільній бригаді, здобув фах водія. Олександр хотів стати моряком, навчався в Одеській морській школі. По тому їздив на заробітки, щоб мати змогу продовжити навчання у вищому навчальному закладі.
З початком російської збройної агресії проти України 11 березня 2014 року був мобілізований як спеціаліст на посаду водія БТР-80.
Солдат, водій 4-ї аеромобільно-десантної роти 2-го аеромобільно-десантного батальйону 95-ї окремої аеромобільної бригади (м. Житомир).
Підрозділ Олександра виконував завдання з супроводу конвоїв і прикриття та охорони рот забезпечення: підвезення боєприпасів, води, продовольства та техніки на блок-пости в зоні АТО. Супроводжуючи колони, кілька разів потрапляли в засідки.
13 червня 2014 року військова колона мала евакуювати підбитий гелікоптер. Їхали повільно, бо везли техніку — старий підйомний кран і тягач. Близько 15:00 колона потрапила під обстріл поблизу села Хрестище, за півтора кілометра від Слов'янська. БТР № 622, який йшов першим, терористи із засідки підбили з протитанкового гранатомета. Постріл влучив у передній відсік, де сиділи водій солдат Олександр Голяченко і командир машини молодший лейтенант Сергій Бабський. Кумулятивний струмінь пробив броню і вийшов через триплекс, усередині кабіни виникла пожежа. Олександр скерував БТР убік, що дало можливість іншій частині колони успішно проскочити засідку. Коли БТР в'їхав у лісосмугу і зупинився, вся кабіна вже була охоплена полум'ям, на бійцях горів одяг. Навідник Сергій Хартник дістав осколкове поранення у живіт, але витягнув з машини водія і командира, усі троє сильно обгоріли. Водій БТРа солдат Олександр Голяченко дістав 80 % опіків тіла, Бабський — 35 % опіків тіла та осколкове поранення ока, довгий час лікувався, Хартнику зробили успішну операцію, легке поранення дістав старший солдат Олександр Ніколайчук. Інші десантники не постраждали.
Олександра Голяченка разом з товаришами доправили в Ізюм, а звідти — у Харків. На третій день о 7:40 він помер від опіків і поранень у 4-ій клінічній лікарні Харкова. Ціною власного життя солдат Голяченко вивів з-під обстрілу екіпаж БТРа і врятував життя побратимів.
Похований на сільському кладовищі в рідному Славові. Залишились батьки і дві старші сестри.

## Нагороди
19 липня 2014 року — за особисту мужність і героїзм, виявлені у захисті державного суверенітету та територіальної цілісності України, відзначений — нагороджений орденом «За мужність» III ступеня (посмертно).
23 червня 2015 року нагороджений відзнакою «Народний Герой України» (посмертно).

## Вшанування пам'яті
Селянщинський спортивний ліцей носить ім'я Олександра Голяченка. 16 червня 2015 року біля ліцею відбувся мітинг, у якому взяли участь командир Олександра Голяченка Сергій Бабський, керівництво Черняхівського району, голова обласного ФСТ «Колос». На будівлі ліцею відкрили меморіальну дошку на честь Героя.
6 жовтня 2017 на місці бою між Хрестищем і Слов'янськом встановлено пам'ятний знак.
28 жовтня 2017 у Селянщині стартував Кубок з футзалу пам'яті Олександра Голяченка.